# Heide (Kalmthout)
Heide is een dorp in de gemeente Kalmthout. Het dorp wordt ook wel Heide-Kalmthout genoemd, met name als wijkduiding. Het dorp is gelegen aan spoorlijn 12, die Antwerpen verbindt met de Nederlandse grens bij Roosendaal. De dorpskern ligt ook vlak bij de Kalmthoutse Heide en het centrum van het dorp ligt ingeklemd tussen de N111 en N122. De plaatselijke parochie is gewijd aan Sint-Jozef.

## Geschiedenis
Onder invloed van het treinstation Heide groeide de aanliggende buurtschap Withoef (naar een hoeve van de Witheren) uit tot het kerkdorp Heide-Kalmthout. De nabijgelegen Withoefse Heide verwijst naar de oude naam van deze buurtschap.
In de twintigste eeuw was Heide het vertrekpunt van veel Antwerpenaren voor een wandeling naar de Kalmthoutse Heide. Hierdoor kwamen er rond het station veel eet- en drankgelegenheden. Hiervan is in 21ste eeuw nog weinig over, daar de meeste wandelaars anno 2015 met de auto komen naar de dichterbij gelegen parkeerplaatsen. Wél is er een restaurant gevestigd in het stationsgebouw.

## Bezienswaardigheden
- Op het pleintje voor het station staat een herdenkingsmonument voor de Canadese soldaten die Kalmthout aan het einde van de Tweede Wereldoorlog bevrijd hebben.
- De Onze-Lieve-Vrouw Middelareskerk aan de Missiehuislei.
- De Sint-Jozefskerk aan de Max Temmermanlaan.
- De Synagoge aan de Leopoldstraat.

## Natuur en landschap
Heide ligt in de Noorderkempen, in een bosrijke omgeving. Een aanzienlijk deel van de bossen is verkaveld tot villabos.

## Cultuur
Heide besteedt veel aandacht aan de striphelden Suske en Wiske. Er staat een beeld van het duo dat in 1995 bij het station is geplaatst naar aanleiding van 50 jaar Suske en Wiske. In de wachtzaal van het station is er regelmatig ook een kleine tentoonstelling over de stripfiguren.
In 2007 werd Heide genomineerd in de verkiezing Het mooiste dorp van Vlaanderen uit de provincie Antwerpen. Dit was een verkiezing gehouden onder de kijkers van VRT en lezers van Het Nieuwsblad en georganiseerd door Toerisme Vlaanderen.

## Sport
- Koninklijke Heibos Sportvereniging (5628)

## Afbeeldingen

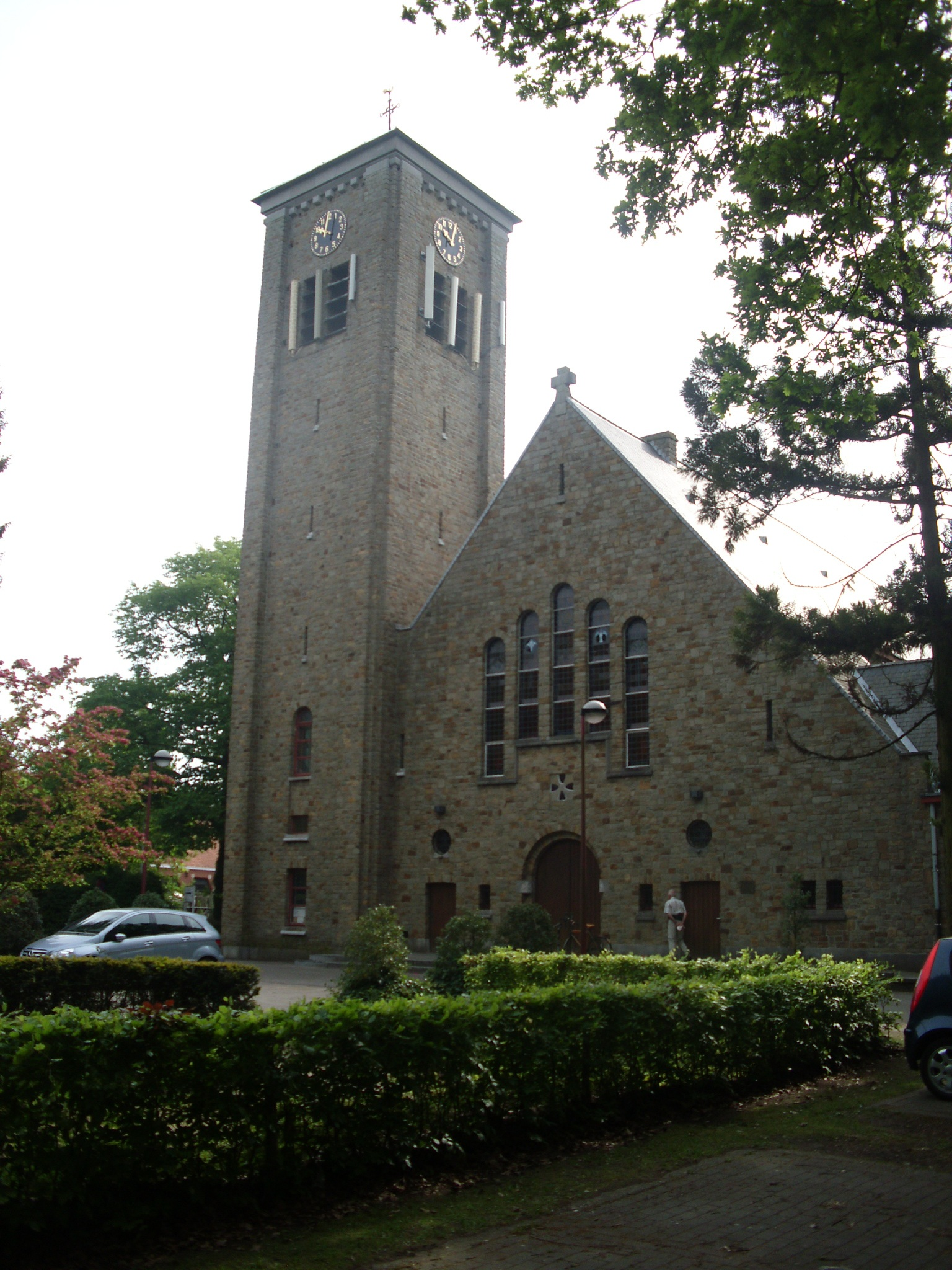
Sint-Jozefskerk
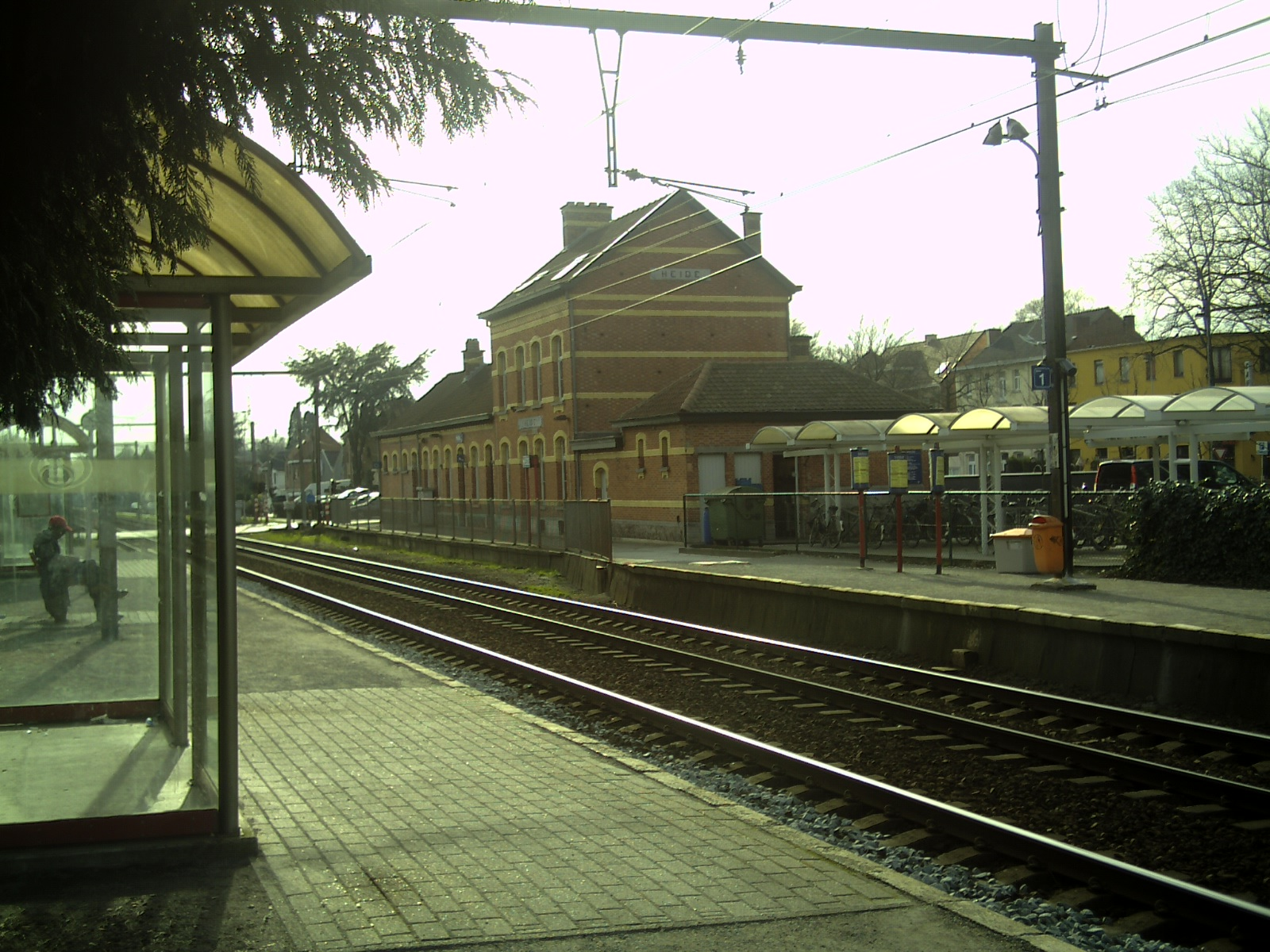
Het stationsgebouw van Heide gezien vanaf het oude perron

## Nabijgelegen kernen
Kalmthout, Putte, Putte-Kapellen, Kapellen, Maria-ter-Heide